# Cérences
 Cérences  es una población y comuna francesa, situada en la región de Baja Normandía, departamento de Mancha, en el distrito de Coutances y cantón de Bréhal.

## Demografía
| 1925 | 1833 | 1865 | 1858 | 1777 | 1757 |
| Para los censos de 1962 a 1999 la población legal corresponde a la población sin duplicidades (Fuente: INSEE [Consultar]) |      |      |      |      |      |